# Comuna Burlacu, Cahul
Burlacu este o comună din raionul Cahul, Republica Moldova. Cuprinde satele Burlacu și Spicoasa.

## Demografie
Structură etnică
     moldoveni (92,86%)
     ucraineni (0,53%)
     ruși (0,67%)
     găgăuzi (3,07%)
     bulgari (1,29%)
     români (1,44%)
     evrei (0%)
     polonezi (0%)
     țigani (0%)
     alte etnii / nedeclarată (0,14%)
Conform datelor recensământului din 2004, populația localității este de 2.087 locuitori, dintre care 1.064 (50,98%) bărbați și 1.023 (49,02%) femei. Structura etnică a populației în cadrul localității arată astfel:
- moldoveni — 1.938;
- ucraineni — 11;
- ruși — 14;
- găgăuzi — 64;
- bulgari — 27;
- români — 30;
- altele / nedeclarată — 3.

## Administrație și politică
Componența Consiliului local Burlacu (11 consilieri), ales la 5 noiembrie 2023, este următoarea:
|  | Partid                                       | Consilieri | Componență | Componență | Componență | Componență |
|  | -------------------------------------------- | ---------- | ---------- | ---------- | ---------- | ---------- |
|  | Partidul Acțiune și Solidaritate             | 4          |            |            |            |            |
|  | Partidul Democrat Modern din Moldova         | 3          |            |            |            |            |
|  | Partidul Socialiștilor din Republica Moldova | 2          |            |            |            |            |
|  | Partidul Comuniștilor din Republica Moldova  | 1          |            |            |            |            |
|  | Candidat independent TAMARA ROTARU           | 1          |            |            |            |            |